# Pivovar Kácov
Pivovar Kácov je středočeský pivovar společnosti Pivovar Hubertus, a.s. založený roku 1457. Je jedním z nejstarších pivovarů v České republice.

## Historie pivovaru
První zmínky o pivovaru v Kácově jsou z roku 1457. Kácovský pivovar je tak jedním z nejstarších u nás, a to i díky tomu, že je dodnes stále na stejném místě v původní středověké lokaci.
V letech 1916-1918 patřil rakouskému císaři Karlu I. a od roku 1922 byl státní. Už tenkráte se tu vařilo pivo Hubertus. V roce 1948 byl jako mnoho dalších znárodněn. Poté byl provoz součástí podniků: 1948–1952 Středočeské pivovary n.p., 1953–1954 Benešovské pivovary n.p., 1955–1957 Středočeské pivovary n.p. V roce 1957 po rovných pěti stech letech nepřerušené činnosti ukončil výrobu.
Jeho nová historie se začala psát v roce 1992, kdy pivovar zakoupili dva podnikatelé z Prahy a od roku 1993 v něm zase začali vařit pivo. To dodávali do pivovarské restaurace, několika restaurací v Posázaví a do vlastního hotelu v Praze. V roce 1996 je však provoz znovu přerušen. V roce 2001 má pivovar znovu nového majitele a zase se zde začíná vařit pivo. V roce 2002 je pivovar několikrát vyplaven velkou vodou. Povodeň přišla do pivovaru i v roce 2006. Přesto výroba neustala a pokračuje dále. 
V pivovaru Kácov lze zhlédnout klasickou celoměděnou dvounádobovou varní soupravu, tvořenou scezovací kádí a rmutovací pánví. Nádoby v roce 1957 vyrobila firma Ziemann.
Současná stáčírna sudů v pivovaru Hubertus slouží již od roku 2006.
13.6.2011 byl zahájen provoz linky na výrobu lahvového piva Hubertus. Lahvová linka prošla modernizací v roce 2016, kdy pivovar začal používat vlastní lahve typu Hubertus.

## Produkty pivovaru

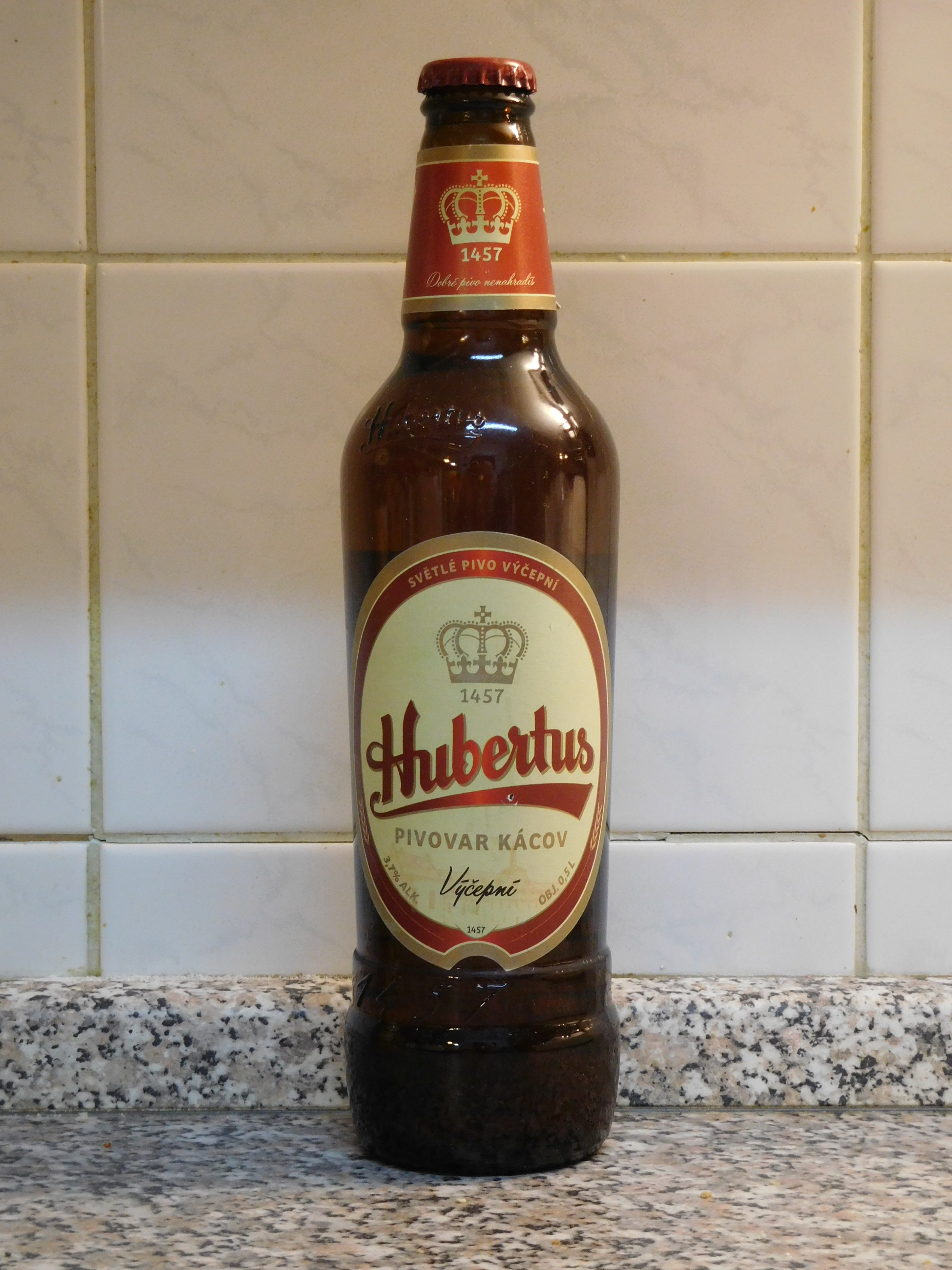
Kácovské pivo Hubertus

Produkty kácovského pivovaru jsou 10,11,12 a 13stupňová piva, z nichž 10 a 12stupňová jsou vyráběná také jako nefiltrovaná a nefiltrovaná kvasnicová. Pivo je plněno do sudů, pet-lahví i do skleněných lahví. Pivovar disponuje moderními přístroji a technologií na vaření i plnění piva do lahví.
- Světlý ležák Prémium (vlajkové pivo pivovaru) - obsah alkoholu 4,7 % (lahvové, KEG sudy, plechovky)
- Světlý ležák Prémium nefiltrovaný - obsah alkoholu 4,7 % (KEG sudy, PET lahve)
- Světlý ležák Medium - obsah alkoholu 4,4 % (lahvové, KEG sudy)
- Světlý ležák Medium nefiltrovaný - obsah alkoholu 4,4 % (KEG sudy)
- Tmavý speciální ležák nefiltrovaný - obsah alkoholu 4,9 % (KEG sudy, PET lahve)
- Tři sestry - světlý ležák vytvořený pro kapelu Tři Sestry - obsah alkoholu 4,7 %
- Světlé pivo Výčepní - obsah alkoholu 3,7 % (lahvové, KEG sudy)
- Světlé pivo Výčepní nefiltrované - obsah alkoholu 3,7 % (PET lahve)
- L.P. 1457 hořký ležák - výroční ležák k 560 let založení pivovaru - obsah alkoholu 4,4 % (KEG sudy, PET lahve)
- Nealkoholické pivo - obsah alkoholu 0,5 %

## Zajímavosti
V roce 2011 se odehrál velký pivní podvod, v rámci nějž putovalo do distribuce 33 tisíc litrů kácovského piva Hubertus s označením Gambrinus nebo Staropramen.

## Ocenění
- 2. místo v soutěži The Brewer's Seal Award 2021 v kategorii kvasnicové pivo za Hubertus Světlý ležák Premium kvasnicový
- 2. místo v soutěži The Brewer's Seal Award 2021 v kategorii tmavý ležák za Hubertus Tmavý ležák
- 3. místo v soutěži The Brewer's Seal Award 2021 v kategorii světlé výčepní pivo za Hubertus Světlé pivo